# Bjørn Einar Romøren
Bjørn Einar Romøren (Oslo, 1 april 1981) is een Noors schansspringer.
Zijn wereldbekerdebuut maakte Romøren in 2000, alleen behaalde hij in zijn eerste jaren als schansspringer amper successen. Romøren behaalde zijn eerste wereldbekeroverwinning in 2003, toen hij tijdens het Vierschansentoernooi de wedstrijd in Bischofshofen wist te winnen. Op 20 maart 2005 zette hij het wereldrecord schansspringen op zijn naam. In Planica sprong hij 239,0 meter ver. Deze afstand werd in 2011 verbeterd toen in Noorwegen een grotere schans in gebruik werd genomen.
Op de Olympische Spelen in Turijn (2006) haalde hij in de landenwedstrijd de bronzen medaille. Hij is tweevoudig wereldkampioen skivliegen met het Noorse team.
Romøren wordt gesponsord door de Zweedse supermarktketen ICA, die ook vestigingen in Noorwegen heeft.
| Logo van de Olympische Spelen | Goud | Zilver | Brons | Logo van de Olympische Spelen |
|                               | 0    | 0      | 2     |                               |